# Legislația de la Medina
Legislația de la Medina, cunoscută și drept Constituția de la Medina (în arabă: دستور المدينة, Dustūr al-Madīnah), sau Carta de la Medina (în arabă: صحيفة المدينة‎, Ṣaḥīfat al-Madīnah; sau: ميثاق المدينة, Mīthāq al-Madīnah) a fost elaborată de către profetul Islam Muhammad după sosirea sa la Medina (cunoscută atunci ca Yathrib) în 622 d. Hr. (sau 1 AH), după Hegira de la Mecca. 
Contextul geopolitic al apariției islamului
Islamul a apărut în secolul VII sub forma unei religii al cărui Dumnezeu unic (Allah) a transmis mesajele sale profetului Muḥammad prin intermediul îngerului Gabriel sau prin vise, mesaje care au fost transmise de profet inițial unei comunități sedentare de la Mecca și mai apoi propagate rapid pe un teritoriu întins.
În perioada premergătoare apariției islamului denumită “al- jahiliyya” (perioada de ignorare a legii divine denumita ulterior perioada de întuneric și sălbăticie care a precedat noua religie)  la Mecca există un templu în care se regăseau zeități ale diverselor culte, inclusiv o reprezentare a Fecioarei cu Isus din Nazaret Pruncul. 
Arabii preislamici erau atât sedentari cât și nomazi, cei dintâi ocupându-se cu agricultura, comerț și meșteșuguri iar ceilalți având diverse ocupații. 
Familia Profetului făcea parte din cel mai puternic trib din Mecca, tribul Quraysh, având se pare legatură cu sanctuarul de la Mecca. 
Muḥammad este cel desemnat la varsta de 30 de ani să repună la locul ei Piatra Neagră după marile inundații care au distrus părți din clădire. 
La vârsta de 40 de ani îi sunt transmise mesajele divine iar el a început să le predice, fiind vorba in mare parte despre renunțarea la politeism, credința în Escatologie|Ziua de Apoi etc. 
În jurul lui a început să se formeze un cerc de adepți însă activitatea de predicator a fost puternic contestată de chiar tribul său, culminând cu mutarea lui la Medina unde mesajul divin al revelațiilor se diversifică iar Profetul câștigă din ce în ce mai mulți adepți și pornește o ofensivă împotriva tribului Quraysh ce nerespectase mesajul divin. 
Deși a intrat pașnic în Mecca în 629 pentru a efectua pelerinajul și a curățat sanctuarul de idoli, centrul puterii și capitala noii ordini întemeiate a rămas la Medina.
Nu există o organizare strictă a noii comunități ci o recunoaștere a autorității absolute pe mai multe planuri a lui Muḥammad. 
În ceea ce priveste relațiile cu străinii din spațiul arab, existau comunităti de evrei în oaze, iar Profetul a încheiat anumite înțelegeri cu evreii din Medina, dar relațiile s-au deteriorat ulterior.
Muḥammad și Medina - modele identitare
Așa cum Muḥammad a devenit etalonul la care fiecare musulman se raportează atunci când iși orânduiește viața, așa și comunitatea islamică de la Medina cu legile, obiceiurile și organizarea ei, au devenit idealul de formă de organizare a spațiului arabo-islamic.  
Așa cum, pentru a se putea întocmi o ordine a comunității care imbrățișase noua religie propovaduită, au fost revelate cele 10 porunci valabile atât în Biblie cât și în Coran. Există prevederi, reguli și porunci, tot ceea ce nu fusese prevăzut, fiind completat de sunna, sharia și de evenimentele trăite de comunitatea medineză. Anul mutării lui Muḥammad de la Mecca la Medina, cunoscut sub numele de hijra, corespunde și anului redactării Cartei de la Medina.
Textul a fost consemnat în scris de Ibn Ishaq, biograful Profetului și el și-a propus să stabilească relațiile de pace sau de război existente între triburile din Peninsula după mutarea la Mecca, precum și între noua comunitate și evrei. Un alt obiectiv important al acestei Carte a fost punerea bazelor unui sistem de organizare politic, social și administrativ al tinerei comunități.
Prevederile cartei medineze
În introducere (articolele 2-10) este menționată practica legii talionului ce se păstrează în interiorul triburilor ce aderase la ordinea stabilită de Profet.Aceasta fusese mentionată și în Coran, celui căruia îi revenea aplicarea pedepsei capitale fiind pusă o mare responsabilitate. Aplicarea incorectă a acestei legi avea, ca urmare, judecata divină în Ziua de Apoi pentru felul în care și-a exercitat dreptul de a păstra sau nu, viața respectivă. (Coranul, 4:92-93). 
Sunt reglementate și îndatoririle credincioșilor, fiind condamnate trădarea și abandonarea pe câmpul de luptă iar dezertarea este considerată păcat capital în islam.
Prin semnarea Cartei cei implicați nu aveau voie să lupte unii împotriva celorlalți iar teritoriul Medinei pe care fusese semnată devenea un teritoriu sacru. Un singur alineat face referire la femei, acesta stipulând că nu i se putea acorda adăpost fără a obține acordul tribului de apartenență, niciunei femei.
Această legislație a fost considerată de unii ca fiind primul document de acest fel din Evul Mediu. 
Importanța existenței ei este semnificativă pe plan social și cultural, simbolizând ruperea de tradiția veche a organizării în triburi conduse de către un conducător ales și transferul puterii în mâna unui singur conducător desemnat de însuși Creatorul.
Prin stabilirea unor reguli a căror respectare li se impuneau tuturor semnatarilor Cartei, se impunea, supremația acesteia in fața regulilor nescrise ale fiecărui trib arab în parte și ale comunităților de evrei prezente în Medina. 
Astfel, a fost adus în prim plan și individul, nu doar comunitatea, el desprinzându-se din sistemul arhaic în care a crescut și s-a format, fiind privit prin prisma unicității sale și nu a apartenenței ci a adeziunii, a exercitării dreptului său de alegere la asociere cu un sistem, o mentalitate etc.
În Ziua de Apoi Allah urma să îl judece pe individ în funcție de acțiunile sale și nu tribul.
Ecourile legislației de la Medina
Popoarele care de-a lungul timpului au cunoscut trecerea la islam au preluat anumite practici specific acestuia. Atunci când problemele din sânul comunității trecute la islam nu puteau fi soluționate pe baza a ceea ce prevedeau Coranul, sunna și sharia, prevederile Constituției și practicile populației  de la Medina constituiau un punct de referință. ‘Iʽmal madīna (practicile de la Medina) au constituit una din sursele secundare ale legii islamice. 
Atunci când, în cadrul Imperiului Otoman au existat neințelegeri vis-a-vis de comunitățile de evrei și creștini cu statut de dhimmi, au fost aduse în discuție următoarele evenimente marcante ale începutului islamului: pactul de la Najran, bătălia de la Khaybar și pactul de la Fadak.
Reverberații ale dorinței de întoarcere la modelul medinez au existat de-a lungul timpului fiind intreținute de sentimentul apartenenței la o comunitate unită cu un trecut glorios al carei spațiu geografic a fost Medina.